# Лорд Хау
Лорд Хау (енгл. Lord Howe Island) је вулканско острво у Тасмановом мору, на око 700 km североисточно од Сиднеја. Административно припада Аустралији, као „неприкључена територија“. Тачније, налази се у оквирима савезне државе Нови Јужни Велс.

## Географија
Површина архипелага је 56 km². Састоји се од вулканског острва Лорд Хау и неколико ненасељених коралних атола — Адмиралти, Мајтон Берд, Болс Пајрамид и др. Највеће је Лорд Хау и уједно и највише. Предео је брдовит, изграђен од вулканских стена. Највиша тачка је Маунт Говер са 875 метара надморске висине. Клима је океанска са умереним температурама и обилним падавинама током целе године. Температура се креце од 15 °C у августу до 22,8 °C у фебруару, док је средња годишња количина талога 1,650 милиметара. Највећи део острва је под кишном шумом (папрати и палме), док на северу има пашњака. Због велике разноликости живог света, где се нарочито истиче чак 130 врста птица, острва су од 1982. године под заштитом УНЕСКО-а.

## Историја
Острво је открио енглески капетан Хенри Лиџберд 17. фебруара 1788. године. Први досељеници долазе тек током 1834. године. На основу проучавање закључено је да је до тада било ненасељено и да ниједан полинежански народ није крочио на острво. Име је добило по првом адмиралу британске флоте лорду Ричарду Хау, учеснику Америчке револуције. Од 1947. године успостављена је редовна бродска линија са Аустралијом, а од 1974. функционише и авио саобраћај, након изградње аеродрома.

## Становништво и привреда
Становништво острва Лорд Хау чине углавном белци досељеници и мелези (Маори). Укупан број становника износи 347 и они су углавном смештени у северном делу острва. Главно занимање је туризам који и доноси највећи приход. Број посетилаца је ограничен и износи 400 туриста одједном. Најатрактивније вид забаве је планинарење, роњење и посматрање ретких птица. Мањи број становника се бави пољопривредом.